# Курелли, Эузебио
Эузебио Курелли (итал. Eusebio Curelli, также Куреллич, итал. Curellich; 4 августа 1876, Триест — 30 января 1945, Гориция) — итальянский пианист и органист.
Учился у органиста триестской церкви Святого Иакова Франческо Терцона, затем у органиста кафедрального собора Святого Иуста Джузеппе Рота. В конце 1890-х гг. дебютировал в Венеции как оперный дирижёр, однако предпочёл вернуться в родной город и в 1904—1930 гг. занимал пост органиста собора Святого Антония — крупнейшей католической церкви города. Затем в 1938—1944 гг. органист собора Святого Иуста. Одновременно на протяжении четырёх десятилетий был крупнейшим пианистом-ансамблистом и аккомпаниатором Триеста, вместе с Аугусто Янковичем выступал главной движущей силой триестского камерного музицирования — в частности, как участник Триестского трио (с Янковичем и виолончелистом Дино Баральди). Аккомпанировал ведущим мировым исполнителям (Бронислав Губерман, Пабло Казальс, Энрико Карузо) во время их выступлений в Триесте, но отказывался от любых гастрольных предложений. Преподавал в Триестской консерватории, среди его учеников Рафаэло де Банфилд и Марио Бугамелли, а также его собственный племянник Джузеппе Бамбошек.